# Bodiluddelingen 1966
Bodiluddelingen 1966 blev afholdt i 1966 i Imperial i København og markerede den 19. gang at Bodilprisen blev uddelt.

## Vindere
| Bedste mandlige hovedrolle            | Bedste kvindelige hovedrolle   |
| ------------------------------------- | ------------------------------ |
| - John Price for Naboerne             | - ikke uddelt                  |
| Bedste mandlige birolle               | Bedste kvindelige birolle      |
| - Poul Bundgaard for Slå først, Frede | - ikke uddelt                  |
| Bedste danske film                    | Bedste ikke-europæiske film    |
| - Slå først, Frede af Erik Balling    | - Pantelåneren af Sidney Lumet |
| Bedste europæiske film                | Bedste dokumentarfilm          |
| - Spillets regler af Jean Renoir      | - Knud af Jørgen Roos          |

## Øvrige priser

### Æres-Bodil
- Thorvald Larsen (biografdirektør) for sin fremragende måde at lede Alexandra-biografen på.[1]